# Le Dernier Guet-apens
Pour les articles homonymes, voir Guet-apens.
Pour plus de détails, voir Fiche technique et Distribution.
Le Dernier Guet-apens (en italien : Corbari) est un film de guerre italien écrit et réalisé par Valentino Orsini et sorti en 1970. Le film est inspiré par la vie et les actions du partisan romanol Silvio Corbari.

## Fiche technique
- Titre original : Corbari
- Titre français : Le Dernier guet-apens
- Réalisation : Valentino Orsini
- Scénario : Valentino Orsini, Renato Niccolai
- Photographie : Giuseppe Pinori, Sebastiano Celeste
- Montage : Roberto Perpignani
- Musique : Benedetto Ghiglia
- Costumes : Lina Nerli Taviani
- Pays d'origine : Italie
- Langue originale : italien
- Format : couleur
- Genre : de guerre
- Durée : 90 minutes
- Dates de sortie :
  - Italie : 25 septembre 1970

## Distribution
- Giuliano Gemma : Silvio Corbari
- Tina Aumont : Ines
- Antonio Piovanelli : Casadei
- Frank Wolff : Ulianov
- Vittorio Duse : Martino
- Alessandro Haber :
- Adolfo Lastretti :
- Pier Giovanni Anchisi (crédité Pietro Anchisi) :
- Emilio Bonucci :
- Roberto Rizzi :
- Daniele Dublino :
- Spýros Fokás (crédité Spiros Focás) :
- Renato Romano :
- Raffaele Triggia :
- Bill Vanders :
- Alberto Allegri :